# Liste islamischer Universitäten in der Volksrepublik China
Dies ist eine Liste islamischer Universitäten bzw. Hochschulen oder Lehranstalten in der Volksrepublik China. Die Angaben erfolgen in Pinyin und chinesischer Schreibung.

## Übersicht
- Chinesisches Islamisches Institut (Zhongguo Yisilan jiaojing xueyuan 中国伊斯兰教经学院) (engl. China Islamic Institute) in Peking
- Islamisches Institut Peking Beijing Yisilan jiaojing xueyuan 北京市伊斯兰教经学院 in Peking
- Islamisches Institut Xinjiang (Xinjiang Yisilan jiaojing xueyuan 新疆伊斯兰教经学院) in 	Ürümqi (Xinjiang)
- Ningxia Yisilan jiaojing xueyuan 宁夏伊斯兰教经学院 in Yinchuan (Ningxia)
- Lanzhou Yisilan jiaojing xueyuan 兰州伊斯兰教经学院 in Lanzhou
- Zhengzhou Yisilan jiaojing xueyuan 郑州伊斯兰教经学院 in Zhengzhou
- Kunming Yisilan jiaojing xueyuan 昆明伊斯兰教经学院 in Kunming (Provinz Yunnan)
- Qinghai Yisilan jiaojing xueyuan 青海伊斯兰教经学院 in Xining (Provinz Qinghai)
- Shenyang Yisilan jiaojing xueyuan 沈阳伊斯兰教经学院 in Shenyang (Provinz Liaoning)
- Hebei Yisilan jiaojing xueyuan 河北伊斯兰教经学院 in Shijiazhuang (Hebei)

(Quelle:)